# Weiße Villa (Wickede)

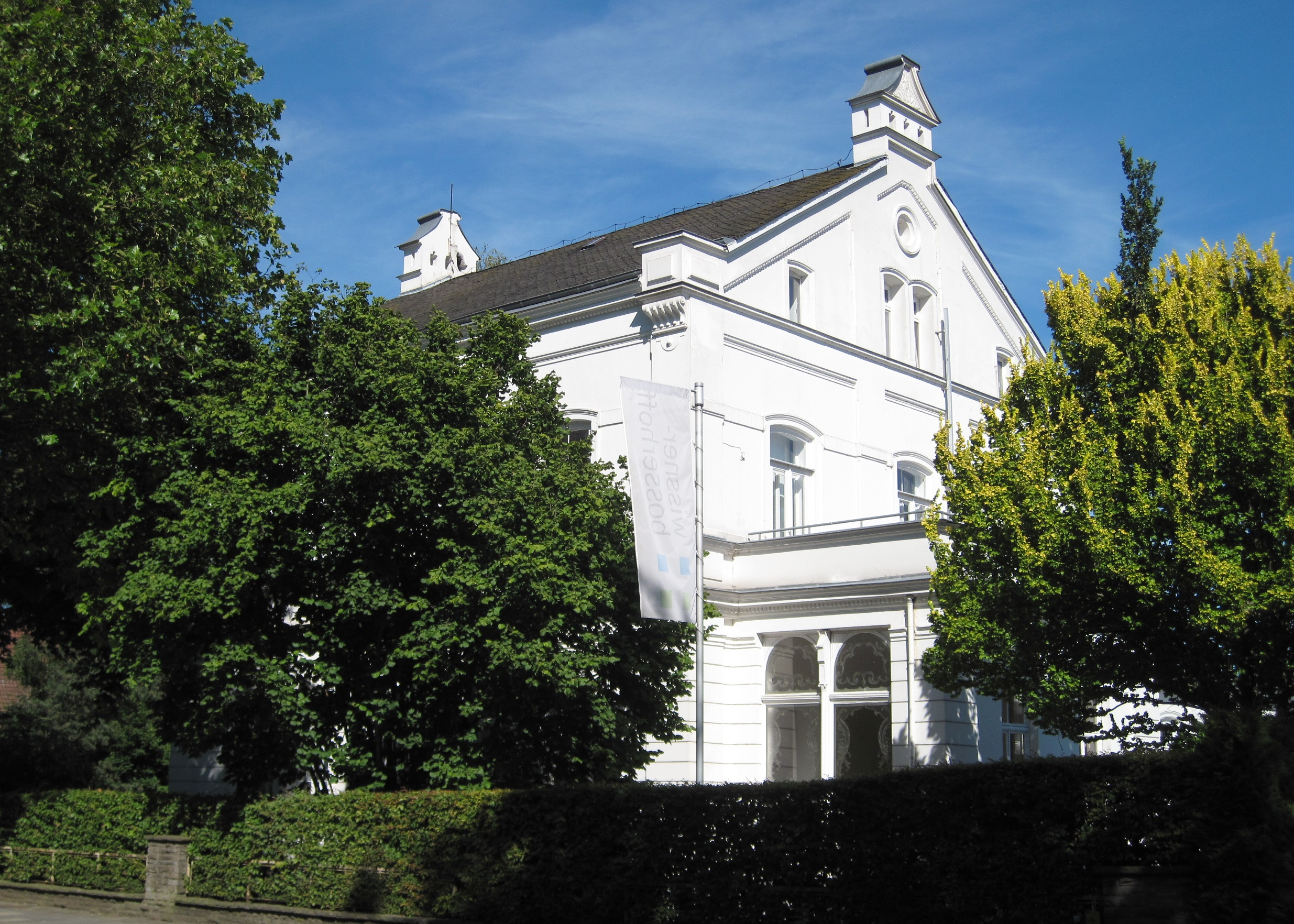
Weiße Villa

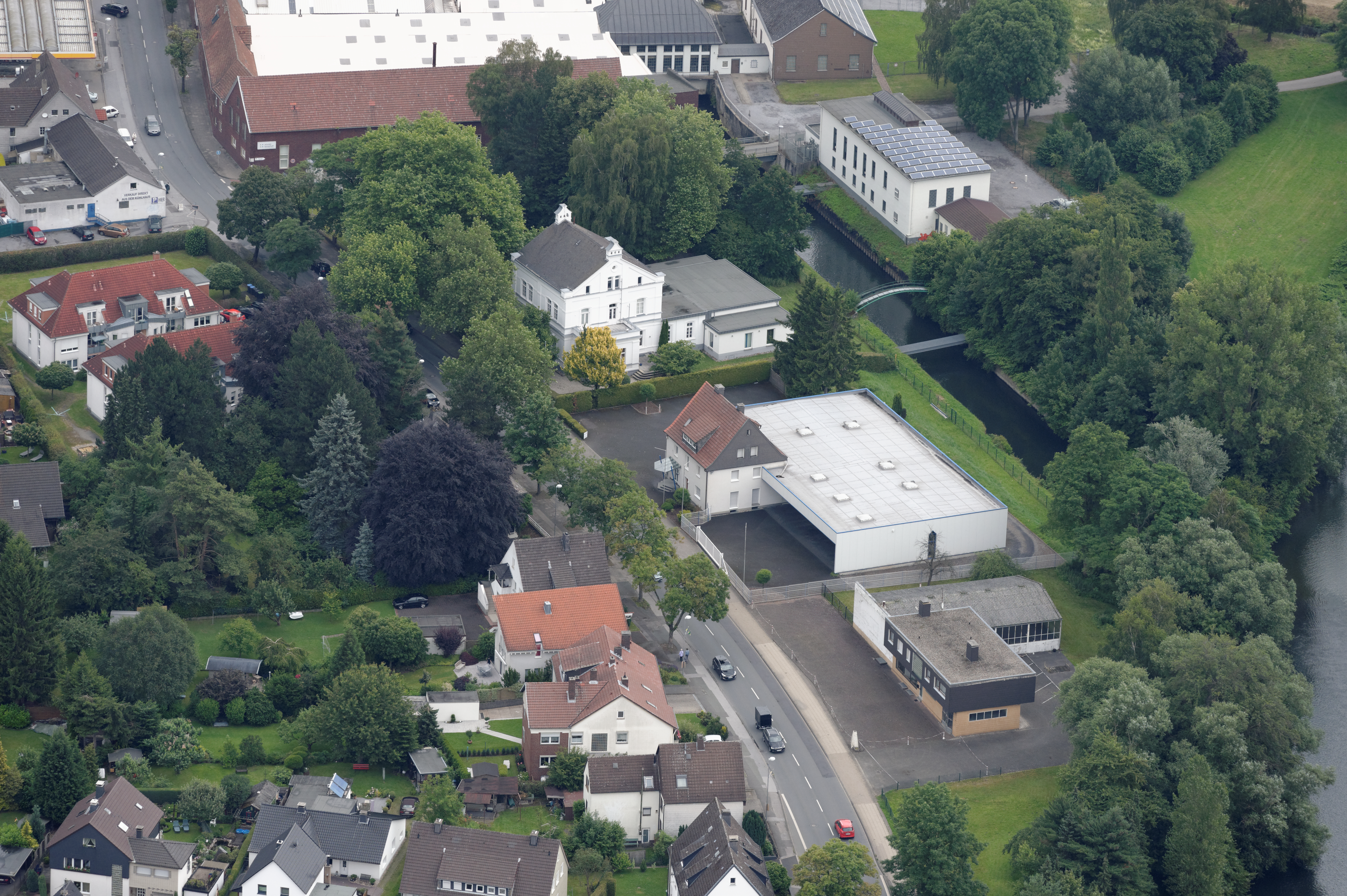
Luftbildaufnahme Sommer 2014

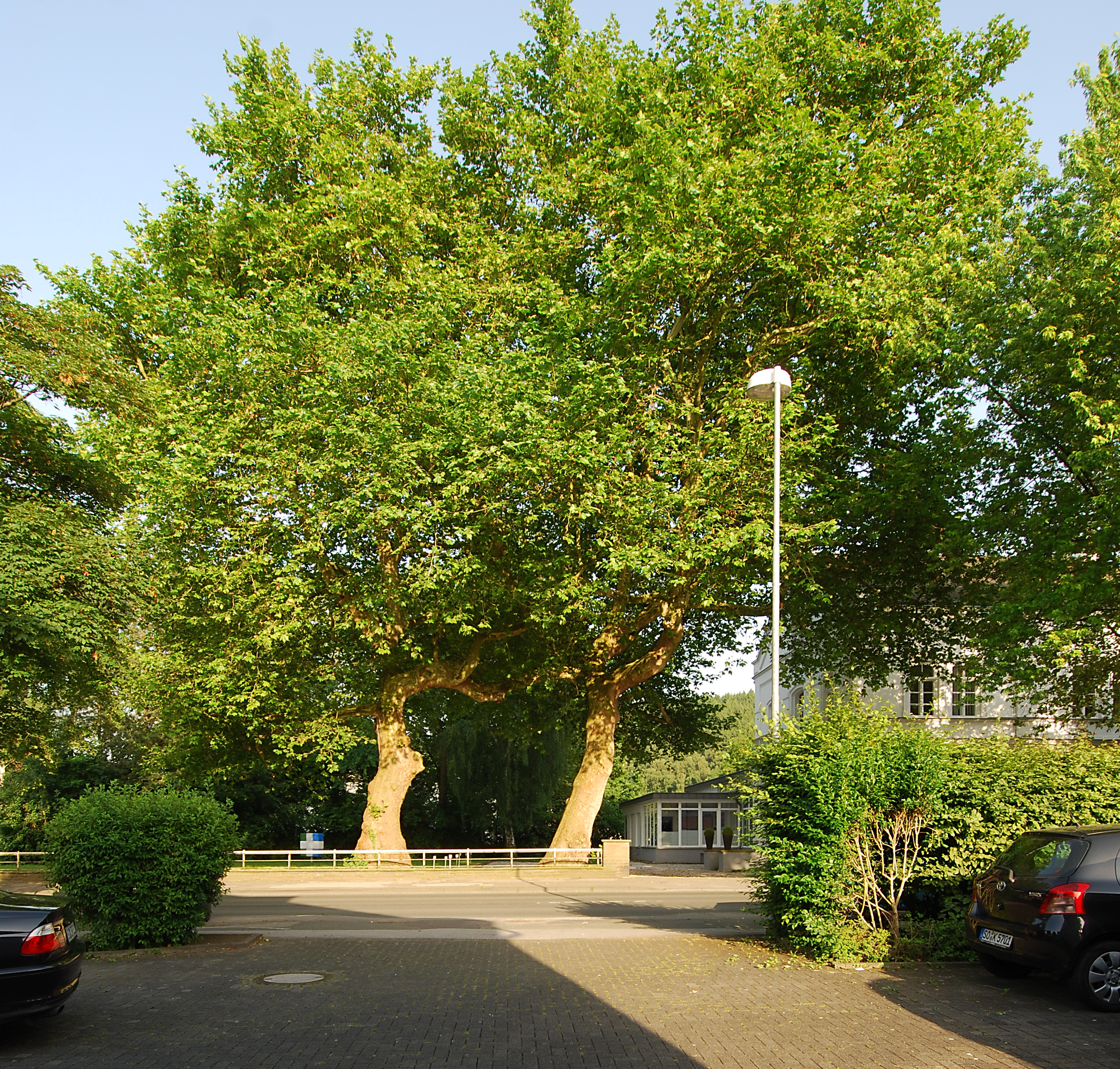
Geschützter Landschaftsbestandteil 2 Platanen

Die Weiße Villa ist ein denkmalgeschütztes Profangebäude in Wickede, einer Gemeinde im nordrhein-westfälischen Kreis Soest in Deutschland.

## Geschichte und Architektur
Das traufständige Fabrikantenwohnhaus in der Formensprache des Spätklassizismus wurde um 1850 auf dem Gelände eines 1839/40 gegründeten Puddel- und Walzwerks errichtet. Der Putzbau ist durch Gesimse und Pilaster gegliedert und im Erdgeschoss gebändert. Die Giebelseiten sind mit Kaminaufsätzen besonders betont. Über dem Eingang auf der linken Seite befindet sich ein Balkon. Auf der gegenüberliegenden Seite wurde nachträglich ein Veranda-Anbau mit bemerkenswerten Ätzglas-Fenstern in Rokokodekor angefügt. Die wandfeste Ausstattung ist vom 19. und frühen 20. Jahrhundert. Außerdem stehen auf dem Grundstück der Weißen Villa zwei Platanen, die zusammen als geschützter Landschaftsbestandteil ausgewiesen sind.